# Amellus tenuifolius
Amellus tenuifolius là một loài thực vật có hoa trong họ Cúc. Loài này được Burm.f. mô tả khoa học đầu tiên năm 1768.